# Москвин, Алексей Степанович
Алексе́й Степа́нович Москви́н (1726 — 1779) — российский горный инженер, гидротехник. Вошёл в историю как строитель Камских заводов.
Трудовая деятельность Москвина началась в 1746 году на Кушвинском чугуноплавильном заводе в чине унтер-шихтмейстера, сопровождал железные караваны по Чусовой и Каме. Он участвовал в строительстве Серебрянского и Нижнетуринского заводов. Во время службы в Управлении уральских горных заводов имел звание берг-гешворена, что соответствует современному званию горного инженера. В 1756 году получил майорский чин 8 класса.
В 1757 году по поручению графа Петра Шувалова отправляется в Предуралье, где и основывает Камские заводы: Воткинский (1759) и Ижевский (1760), став их фактическим руководителем. Москвин выбирал место для закладки заводов и лично проектировал плотины заводских прудов, осуществляя жёсткий контроль в ходе их постройки. С февраля 1760 года до 1766 года официально служил командиром Ижевского завода в чине гиттенфервальтера. В 1766 году получил чин обергиттенфервальтера, позднее — коллежского советника.
В 1763—1764 годах служил горным начальником Воткинского завода в чине премьер-майора. С 1765 года служил в Гороблагодатском горном округе.
Известны случаи побоев и убийств приписных крестьян на строительстве Камских заводов, в которых участвовал Москвин, избегая наказаний.